# Herbert Mueller (Sinologe)
Herbert Mueller (* 29. August 1885 in Gumbinnen; † 9. August 1966 in Bonn) war ein deutscher Sinologe.

## Leben
Er studierte Jura, Nationalökonomie, Ethnologie, chinesische Sprache und Sprachwissenschaft und promovierte 1910 zum Dr. iur. an der Universität Bonn. Er war Assistent des bedeutenden Orientalisten Friedrich Wilhelm Karl Müller am Berliner Museum für Völkerkunde und unternahm 1912/1913 eine Forschungs- und Sammelreise durch China. Er ging 1924 als Auslandskorrespondent der Frankfurter Zeitung nach Peking. 1934 wechselte er zum Deutschen Nachrichtenbüro.

## Schriften (Auswahl)
- Untersuchungen über die Geschichte der polyandrischen Eheformen in Südindien (Teil 1, Kap. 4 und Teil 2, Kap. 1). Berlin 1909.
- China. Struktur und Entwicklung seiner Wirtschaft. Bremen 1954, OCLC 15873294.